# نصرت الجمل
نصرت الجمل (عربی: نصرت زكي الجمل؛ زادهٔ ۱ ژوئیهٔ ۱۹۸۰) بازیکن فوتبال اهل لبنان بود.
وی همچنین در تیم‌های ملی فوتبال زیر ۲۳ سال لبنان و لبنان بازی کرده‌است.